# Казімеж Кмєцик
Казімеж Кмєцик (пол. Kazimierz Kmiecik, нар. 19 вересня 1951, Венгжце Вєлькі) — польський футболіст, що грав на позиції нападника. Виступав, зокрема, за клуб «Вісла» (Краків), а також національну збірну Польщі. По закінченні виступів на футбольних полях — польський футбольний тренер.

## Клубна кар'єра
Вихованець футбольної школи клубу ЛКС «Венгжанка» (Венгжце-Вєлькі). У дорослому футболі дебютував 1967 року виступами за команду клубу «Вісла» (Краків), в якій провів чотирнадцять сезонів, взявши участь у 304 матчах чемпіонату. Більшість часу, проведеного у складі краківської «Вісли», був основним гравцем атакувальної ланки команди. Є найкращим бомбардиром команди у чемпіонатах Польщі за усю її історію (153 голи у 304 матчах). Чотири рази (у сезонах 1975/1976, 1977/1978, 1978/1979 та 1979/1980) ставав найкращим бомбардиром Польської Екстракляси, із них три останні рази — підряд.
Згодом з 1981 по 1988 рік грав у складі команд клубів «Шарлеруа», «Вісла» (Краків), «Лариса» та «Штутгартер Кікерс».
Завершив професійну ігрову кар'єру у нижчоліговому німецькому клубі «Оффенбургер», за команду якого виступав протягом 1988–1989 років.

## Виступи за збірну
1972 року дебютував в офіційних матчах у складі національної збірної Польщі. Протягом кар'єри у національній команді, яка тривала 9 років, провів у формі головної команди країни 26 матчів, забивши 5 голів.
У складі збірної був учасником Олімпійських ігор 1972 року, на яких став у складі збірної олімпійським чемпіоном та Літніх Олімпійських ігор 1976 року, де з командою отримав срібні нагороди, та чемпіонату світу 1974 року у ФРН, на якому команда здобула бронзові нагороди.

## Після закінчення футбольної кар'єри
Казімеж Кмєцик після закінчення виступів на футбольних полях нетривалий час тричі (у 1992, 1996 та 1997 роках) очолював тренерський штаб «Вісли» (Краків). Був також нетривалий час головним тренером «Лариси» та польського клубу «Ґарбарня». Його син, Гжегож Кмєцик, є також професійним футболістом, у 2014 році виступав за клуб «Лімановія». У 2021 році Кмєцик нетривалий час знову очолював краківську «Віслу». 

## Титули і досягнення
- Олімпійський чемпіон: 1972
- Срібний олімпійський призер: 1976
- 3 місце на чемпіонаті світу: 1974
- Чемпіон Польщі (1):

«Вісла»: 1977-78
- Кубок Греції з футболу (1):

Володар кубка 1984-85
- найкращий бомбардир чемпіонату Польщі: 1975–1976, 1977–1978, 1978–1979, 1979–1980.